# Музеї Кишинева
Ця стаття присвячена музеям міста Кишинева — столиці Молдови.

## Історія
Першим кишинівським музеєм був церковно-археологічний музей, заснований у першій половині ХІХ століття. У 1880-ті роки відкрився Музей Понта Скіфського, у фондах якого зберігалися археологічні знахідки з Бессарабії, України та Криму. Цей музей не зберігся донині. У 1889 році на базі сільськогосподарської виставки в Кишиневі було засновано Зоологічний, сільськогосподарський та кустарний музей Бессарабського губернського земства.
Безліч музеїв у місті було створено після приєднання Бессарабії до СРСР. У 1940 році засновано Художній музей МРСР, 25 серпня 1945 — Республіканський музей краєзнавства, 10 лютого 1948 — Будинок-музей Пушкіна, 9 травня 1948 — Музей Котовського і Лазо, в 1958 році — Музей археології та етнографії АН МРСР, у 1960 — Музей підпільної друкарні ленінської газети «Іскра», пізніше філія Музею історії Компартії Молдови.
У 1965 році відкрився Літературний музей, в 1966 — Музей героїв культури, в 1968 — Музей природознавства, в 1969 — Меморіальний музей болгарських ополченців, в 1973 Будинок-музей Щусєва, в 1974 — Музей народної освіти Молдавської РСР, у 1975 — Музей воїнської слави, у 1977 — Музей дружби народів, у 1978 — Музей наукового атеїзму, у 1983 — Історичний музей МРСР.
У радянський період у багатьох школах міста працювали шкільні музеї.

## Сучасні музеї
- Галерея L
- Будинок-музей О. С. Пушкіна
- Будинок-музей Щусєва

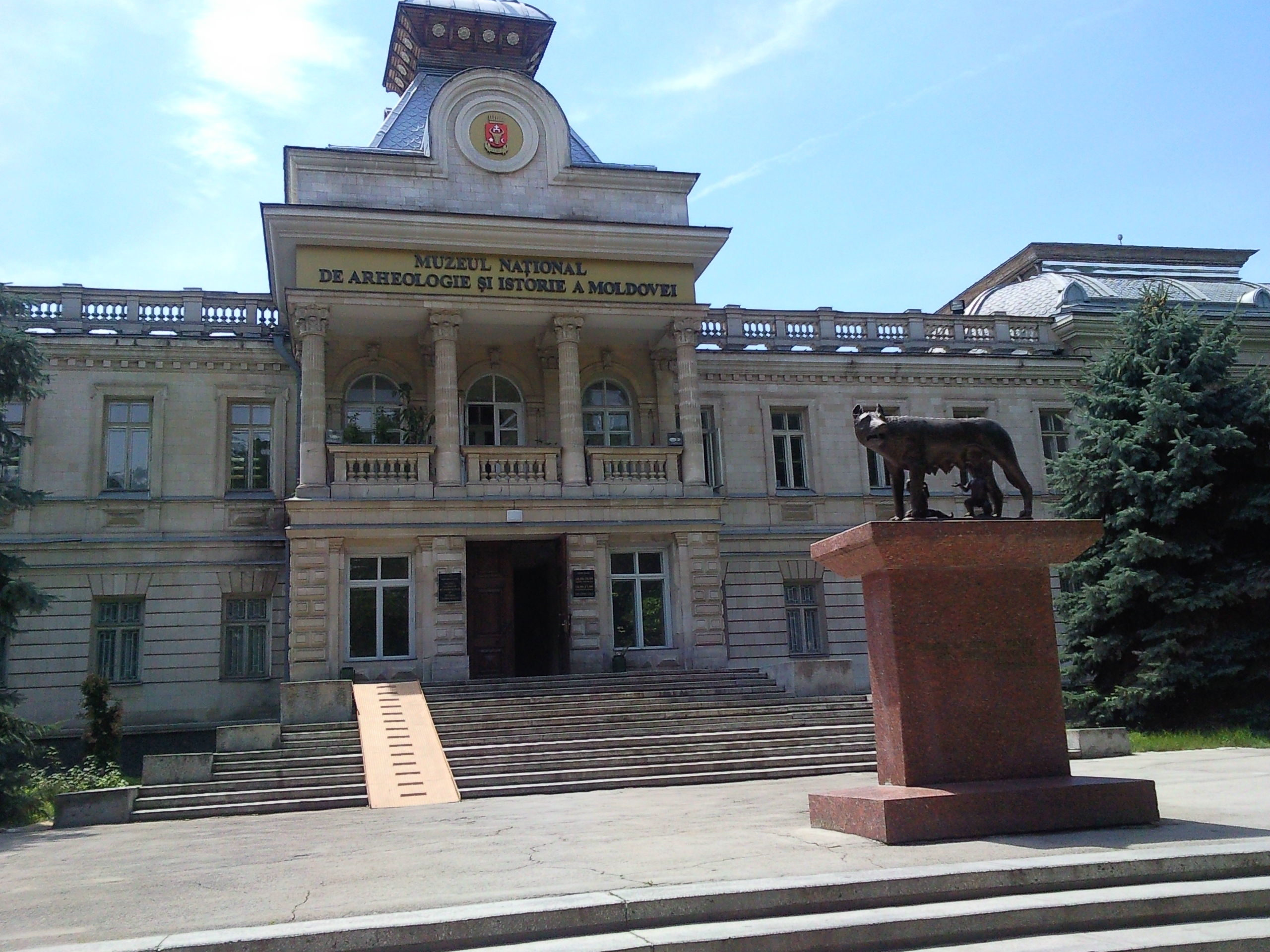
Національний музей історії Молдови

- Музей археології та етнографії Академії Наук Республіки Молдова
- Музей меду (село Кондріца)
- Музей національної армії
- Музей пожежного
- Музей румунської літератури «М. Когелнічану»
- Музей трудової слави Управління електротранспорту міста Кишинева
- Національний музей образотворчого мистецтва Республіки Молдова
- Національний музей історії Молдови
- Національний музей етнографії та природної історії
- Республіканський педагогічний музей